# Амрауи, Аюб
Аюб Амрауи́ (араб. ايوب عمراوي‎; род. 14 мая 2004, Ла-Сейн-сюр-Мер) — французский и марокканский футболист, левый защитник катарского клуба «Аль-Ахли».

## Клубная карьера
Воспитанник «Ниццы», Амрауи дебютировал в основном составе клуба 26 февраля 2023 года в матче Лиги 1 против «Монако», проведя на поле весь матч. 9 марта 2023 года Аюб сыграл в матче плей-офф Лиги конференций против клуба «Шериф», где забил свой первый гол в профессиональной карьере, который оказался единственным в матче.

## Карьера в сборной
В марте 2023 года Амрауи был впервые вызван в сборную Марокко для участия в товарищеских матчах.